# Ophiomyxa duskiensis
Ophiomyxa duskiensis är en ormstjärneart som beskrevs av Fell 1947. Ophiomyxa duskiensis ingår i släktet Ophiomyxa och familjen skinnormstjärnor. Inga underarter finns listade i Catalogue of Life.